# Helena Wiśniewska (lekkoatletka)
Helena Wiśniewska-Tesmer (ur. 16 lipca 1930 w Gniewie, zm. 21 lipca 2021) – polska lekkoatletka, biegaczka średniodystansowa.
Brązowa medalistka (w barwach Gedani Gdańsk) zimowych mistrzostw kraju w sztafecie wahadłowej 4 × 50 metrów (1947).

## Rekordy życiowe
- Bieg na 800 metrów – 2:44,9 (1947)[1]